# Pachyarthron
Pachyarthron Manza, 1937  é o nome botânico  de um gênero de algas vermelhas pluricelulares da família Corallinaceae, subfamília Corallinoideae.
- Algas marinhas encontradas na América do Norte,  Ásia, Nova Zelândia, Austrália e Rússia.

## Espécies
Apresenta 1 espécie taxonomicamente válida:
- Pachyarthron cretaceum (Postels & Ruprecht) Manza, 1937

= Corallina cretacea Postels & Ruprecht 1840
= Amphiroa tasmanica Sonder 1853
= Amphiroa cretacea f. rosariformis Yendo 1902
= Amphiroa cretacea f. tasmanica (Sonder) Yendo 1902
= Arthrocardia cretacea (Postels & Ruprecht) Weber-van Bosse 1904
= Amphiroa cretacea (Postels & Ruprecht) Endlichter 1943
= Bossiella cretacea (Postels & Ruprecht) H.W. Johansen 1969